# Titolo (diritto)
Un titolo (o la causa adquirendi), in diritto, è il fatto o l'atto giuridico dal quale deriva l'acquisto di una situazione giuridica soggettiva da parte di un soggetto di diritto cui è ascrivibile. 
Per estensione, è detto tale anche il documento che comprova tale fatto o atto e, quindi, l'appartenenza della situazione giuridica soggettiva al titolare.
Si può parlare di titolo in riferimento a qualsiasi situazione giuridica soggettiva, ma il termine tende ad essere usato prevalentemente con riferimento al diritto soggettivo. 

## Modalità di acquisizione

### Originaria
Un diritto soggettivo può essere acquisito da un soggetto a titolo originario, se sorge a suo favore senza che gli sia stato trasmesso da un altro soggetto, o a titolo derivativo, se gli è stato trasmesso da un altro soggetto. In tal caso il titolo determina al contempo la nascita del diritto soggettivo (e del rapporto giuridico di cui è il contenuto) e il suo acquisto da parte del titolare. 

### Derivativa
Qualora si tratti della seconda ipotesi, il diritto soggettivo è già sorto e il titolo determina solamente l'acquisto dello stesso da parte del nuovo titolare, e in tal caso trova applicazione il principio espresso dal brocardo "nemo plus iuris ad alium transferre potest quam ipse habet", secondo il quale non si può trasferire ad altri un diritto che non si ha o di maggiore ampiezza rispetto a quello che si ha.
Vi sono due specie di acquisto a titolo derivativo: l'acquisto a titolo derivativo-traslativo, che si ha quando viene acquisito lo stesso diritto che aveva il precedente titolare, e l'acquisto a titolo derivativo-costitutivo, che si ha quando viene acquisito un diritto che deriva da quello del precedente titolare perché ne assorbe il contenuto o lo limita (è ciò che accade quando si costituisce un diritto reale minore, come l'usufrutto, enuclendolo dal diritto di proprietà). 
Nell'acquisto a titolo derivativo, il soggetto che trasmette il diritto è detto autore o dante causa, quello che l'acquista successore o avente causa e si realizza una successione di soggetti nel rapporto giuridico, ossia una modificazione soggettiva dello stesso. Dal punto di vista del dante causa che, con proprio atto, trasferisce un diritto all'avente causa, si parla anche di alienazione del diritto stesso. La successione può essere a titolo universale, quando il successore subentra in tutti i rapporti di cui è parte il dante causa (il tipico esempio è la successione mortis causa, che consegue alla perdita di soggettività giudica da parte del dante causa), oppure a titolo particolare, quando invece il successore subentra solo in determinati rapporti.